# Hurry Up England
"Hurry Up England – The People's Anthem" là một đĩa đơn từ thiện của Anh bởi nhóm nhạc punk rock Sham 69, có Graham Coxon chơi guitar. Đây là một bản làm lại của bản hit trước đó của Sham 69 "Hurry Up Harry", được tạo ra như một bài hát bóng đá thay thế cho Đội tuyển bóng đá quốc gia Anh tham dự Giải vô địch bóng đá thế giới 2006 tại Đức. Nó được phát hành vào ngày 12 tháng 6 năm 2006 với tên gọi "The People's Anthem," sau khi được người hâm mộ của DJ Virgin Radio, Christian O'Connell bình chọn (xem 2006 trong âm nhạc Anh). Vào ngày 18 tháng 6, đĩa đơn ra mắt ở vị trí thứ 10 trong bảng xếp hạng UK Singles Chart, kém hai bậc so với bài hát chính thức của đội tuyển Anh, "World at Your Feet" của Embrace. Đĩa đơn rơi xuống vị trí thứ 31 trong tuần thứ hai trong bảng xếp hạng, và sau đó xuống vị trí thứ 50 trong tuần thứ ba.

## Các đĩa đơn
- 7" R6704, CD CDR6704

1. "Hurry Up England – The People's Anthem" (Sham 69 và The Special Assembly)
2. "All Go Mad" (Howling at the Moon + The Dorchester Raiders Under 8's Football Team)

## Vị trí trên bảng xếp hạng UK Singles Chart
| Tuần   | 1 (18 tháng 6) | 2 (25 tháng 6) | 3 (3 tháng 7) |
| Vị trí | 10             | 31             | 50            |

## Tin tức
- Trong bài hát, các cầu thủ Rio Ferdinand, John Terry, Steven Gerrard, Frank Lampard, Joe Cole, Sol Campbell và Wayne Rooney được nhắc đến.[4]